# Povrly (stacja kolejowa)
Povrly – stacja kolejowa w miejscowości Povrly, w kraju usteckim, w Czechach. Położony jest na magistrali Praga – Děčín. Znajduje się na wysokości 145 m n.p.m..
Jest zarządzana przez Správę železnic. Na stacji istnieje możliwości zakupu biletów i rezerwacji miejsc.

## Linie kolejowe
- 090 Kralupy nad Vltavou - Ústí nad Labem - Děčín